# П'явиця синя
П'явиця синя (Oulema lichenis, Oulema gallaeciana) — вид жуків родини листоїди; шкідник зернових культур. Вид широко поширений, в тому числі в Україні.

## Характеристика
Довжина жука складає 3-4 мм. Тіло чорно-синє або чорно-зелене з металевим блиском. Личинка зовні має помітну схожість з п'явкою, через що і має українську назву «п'явиця».
Цикл розвитку приблизно такий же, як і у п'явиці червоногрудої, але личинки заляльковуються безпосередньо на рослинах.
Пошкоджує переважно озиму пшеницю, рідше жито і овес.